# Steinberg (Börger)
Der Steinberg ist eine Erhebung des Hümmling, einer Grundmoränenlandschaft, und der Name eines Naturschutzgebiets in der niedersächsischen Gemeinde Börger in der Samtgemeinde Sögel im Landkreis Emsland.

## Naturschutzgebiet
Das Naturschutzgebiet mit dem Kennzeichen NSG WE 247 ist 24 Hektar groß. Das Gebiet steht seit dem 29. April 2006 unter Naturschutz. Zuständige untere Naturschutzbehörde ist der Landkreis Emsland.
Das Naturschutzgebiet befindet sich nordöstlich von Börger. Es stellt den Steinberg, eine 30,2 Meter hohe Erhebung, und einen Teil der umgebenden Bereiche mit seinen Sandheiden und Magerrasen unter Schutz. Die Heide ist ein Relikt früherer landwirtschaftlicher Nutzung. Das Naturschutzgebiet ist von landwirtschaftlichen Nutzflächen und Wäldern umgeben.
Die Fläche wird heute von einem Luftsportverein als Segelflugplatz genutzt. Nördlich und östlich des Steinbergs befinden sich je eine Landebahn. Im Südosten des Naturschutzgebiets befindet sich ferner ein Modellflugplatz. Die Nutzung als Segelflugplatz bleibt freigestellt.
Das Naturschutzgebiet liegt im Norden des von der Wehrtechnischen Dienststelle für Waffen und Munition (WTD 91) genutzten Schießplatzes Meppen.